# ملک منصور میرزا شعاع‌السلطنه
ملک منصور میرزا شعاع‌السلطنه (۱۱ فروردین ۱۲۵۹ – ۱۵ آبان ۱۲۹۹) دومین فرزند ذکور مظفرالدین‌شاه بود.

## زندگی
ملک منصور میرزا شعاع‌السلطنه در ۱۸ ربیع‌الثانی ۱۲۹۷ ه‍.ق در تبریز تولد یافت.
تحصیلات خود را از پنج سالگی در تبریز آغاز کرد و بنا به نوشته روزنامه شرافت: علوم غربیه، ریاضی، طبیعی، شیمی، فیزیک، فن تاریخ، زبان فرانسه و انگلیسی، صنعت عکاسی، فنون حربیه، قواعد عسکریه اعم از پیاده‌نظام و توپخانه را فرا گرفت.
در ۱۳۱۴ والی گیلان شد و وزارت او را میرزا ابراهیم معتمدالسلطنه و بعد سعدالسلطنه عهده‌دار بودند، پس از آن به حکومت فارس و بنادر جنوب رفت.
خیلی زود ثروتمند شد و در تهران مستغلات زیادی برای خود تدارک دید و در چیذر شمیران باغ وسیع و مصفایی بنیاد نهاد.
کاخ شهری او در خیابان امیریه مجاور باغ کامران میرزا قرار داشت که هم‌اکنون قسمتی از آن باغ دانشکده افسری است.
او از طرفداران سیاست روسیه تزاری در ایران بود. چندین سفر به روسیه رفت و با شاهزادگان آن کشور دوستی به هم رسانید.
قبل از اینکه مظفرالدین‌شاه به اروپا برود او به سیر و سیاحت در اروپا پرداخت. پس از مراجعت پدر خود را تشویق به رفتن اروپا کرد.
در دوره محمدعلی‌شاه مواجب و مستمری او از تمام شاهزادگان بیشتر بود و هر سال یک صد و چهارده هزار تومان مواجب نقدی و جنسی داشت.
مجلس اول برای صرفه جوئی در بودجه کشور مستمریها را تقلیل داد از جمله مستمری شعاع السلطنه از صد و چهارده هزار تومان به دوازده هزار تومان تقلیل پیدا کرد.
از آن تاریخ شعاع‌السلطنه با مشروطیت به مخالفت پرداخت. پس از خلع محمدعلی میرزا از سلطنت، او نیز با برادر خود همراهی نمود و از ایران خارج شد.
وقتی شوستر آمریکایی خزانه دار کل برای مالیات‌های عقب افتاده او اجرائیه صادر کرد بر بالای مستغلات شعاع السلطنه پرچم روسیه افراشته شد و با مداخله روس‌ها او از پرداخت بدهی سنگین خود به دولت مشروطه اعراض نمود.
در ۱۳۲۹ه‍.ق که محمدعلی‌شاه برای تصاحب سلطنت به ایران وارد شد شعاع السلطنه با او همراهی کرد.
پس از شکست آن‌ها دولت مشروطه برای کشتن محمدعلی‌شاه و دو برادرش همین شعاع السلطنه و سالارالدوله جایزه‌ای به مبلغ ۲۵ هزار تومان تعیین کرد و نیرویی برای سرکوب او به ریاست یپرم‌خان اعزام کرد.
او در ۱۲۹۹ش درگذشت و در کفش کن صحن جدید آرامگاه حضرت معصومه در قم کنار علی‌اصغر خان امین‌السلطان به خاک سپرده شد.
شعاع‌السلطنه از همسران متعدد صاحب یازده فرزند شد. آن‌ها در دوره رضاشاه نام خانوادگی «ملک منصور» را برگزیدند.